# غوستاف ميشيل
غوستاف ميشيل (بالفرنسية: Gustave Michel)‏ هو نحات فرنسي، ولد في 28 سبتمبر 1851 في باريس في فرنسا، وتوفي بنفس المكان في 26 مارس 1924.